# ネスター (駆逐艦)
ネスター (HMAS Nestor, G02) はオーストラリア海軍の駆逐艦。N級。第二次世界大戦中の1941年2月に就役し、大西洋や地中海、インド洋で活動した。1942年6月、地中海で実行されたヴィガラス作戦中に空襲で損傷し、処分された。

## 艦歴
グラスゴー、ゴーバンのフェアフィールド社で建造。1939年7月26日起工。1940年7月9日進水。1941年2月3日就役。本国艦隊の第7駆逐群に所属した。
1941年3月1日にスカパ・フローに着き、アイスランドに向かう船団の護衛などに従事した。4月10日から4月28日までクライドで改装工事が行われ、285型レーダーが搭載された。
5月5日に「ネスター」は第6駆逐群に加わり、軽巡洋艦「エディンバラ」、「マンチェスター」、「バーミンガム」、駆逐艦「ベドウィン」、「ソマリ」、「エスキモー」と共に北極海でドイツの気象観測船の捜索に当たった。5月7日、駆逐艦「ソマリ」によって気象観測船「ミュンヘン」が捕捉され、「ネスター」は捕虜となった「ミュンヘン」の乗員を乗せて5月9日にスカパ・フローに戻った。
5月18日、ドイツ海軍の戦艦「ビスマルク」と重巡洋艦「プリンツ・オイゲン」による、大西洋での通商破壊を目的としたライン演習作戦が開始された。5月22日、「ネスター」は本国艦隊の戦艦「キング・ジョージ5世」、空母「ヴィクトリアス」などと共にスカパ・フローから出撃した。5月24日、「ビスマルク」、「プリンツ・オイゲン」とイギリス巡洋戦艦「フッド」、戦艦「プリンス・オブ・ウェールズ」との間でデンマーク海峡海戦が発生し、「フッド」が撃沈された。「ネスター」は「ビスマルク」を追撃する艦隊に同行したが、5月25日に給油のためアイスランドへ向かい、以後の戦闘には参加しなかった。「ビスマルク」は5月27日に「キング・ジョージ5世」などに捕捉され撃沈された。
7月、「ネスター」は地中海でサブスタンス作戦に参加した。これは7隻の船からなる船団を西からマルタへ送るというものであったが、1隻はジブラルタル沖で座礁し作戦参加が不可能となった。「ネスター」は7月19日にジブラルタルに到着した。7月22日、「ネスター」はイタリア潜水艦「ディアスポロ」が発射した魚雷を発見し、巡洋戦艦「レナウン」に警告を送ると共に爆雷攻撃を実施したが、結局潜水艦を見失った。7月23日には空襲を受け護衛艦艇に損害が発生した。さらに夜、パンテッレリーア島の北でイタリアの魚雷艇による襲撃があり、貨物船「シドニー・スター」が被雷し落伍した。それに気づいた「ネスター」は「シドニー・スター」に近づき、487名を移乗させた。それから、「ネスター」と「シドニー・スター」、そして救援に派遣された軽巡洋艦「ハーマイオニー」の3隻はマルタへ向かった。途中空襲を受けるが命中弾はなく、3隻は7月24日午後2時にマルタに到着した。7月27日、「ネスター」を含む艦隊はジブラルタルに帰投した。
「ネスター」が参加した次の作戦はスタイル作戦であった。これは、サブスタンス作戦時に座礁した兵員輸送船に乗っていた兵員など、これまでの作戦でマルタへたどり着けなかった者を巡洋艦などに載せて運ぶというものであった。それを援護するため、H部隊が7月30日にジブラルタルから出撃し、「ネスター」もそこに加わっていた。兵員輸送に当たったX部隊は8月2日に無事マルタに着き、8月4日にH部隊と共にジブラルタルに帰還した。
8月6日からは「ネスター」はOG70船団を護衛し、8月12日にジブラルタルに戻った。続いて「ネスター」はミンスミート作戦に参加した。この作戦では8月24日に空母「アーク・ロイヤル」搭載機がサルデーニャ島空襲を行った。
「ネスター」は次は中東へ向かう兵員輸送船団の護衛に従事した。9月11日、給油のために立ち寄っていたガンビアのバサーストからの出航直後に「ネスター」はアスディックで何かを探知し爆雷を投下したが、その爆雷の爆発で「ネスター」にも被害が生じた。現地での修理は不可能であったためデボンポートに向かい、10月1日から11月30日まで損傷の修理がおこなわれた。
修理完了後「ネスター」はWS14船団と共に出航し、途中で船団とは分かれてジブラルタルへ向かった。12月15日、「ネスター」はサン・ヴィセンテ岬南西で浮上航行中のドイツ潜水艦「U127」を発見した。「ネスター」は砲撃を行い、「U127」が潜航すると爆雷を投下した。また、同行していたほかの駆逐艦も爆雷攻撃をおこなった。「U127」は撃沈され、それは「ネスター」の戦果とされている。
「ネスター」は12月16日にジブラルタルに着き、22日には軽巡洋艦「ダイドー」や4隻の駆逐艦と共にマルタへ向かった。それは、マルタからアレクサンドリアへ向かう船団を護衛するためであり、それはMF1作戦といった。12月24日にマルタに着いた「ネスター」などはC部隊として、B部隊と共に船団を護衛して12月26日にマルタを出発した。途中空襲があったが目立った被害はなく、船団は目的地に着いた。12月31日、「ネスター」はバルディア砲撃を行った。
太平洋戦争勃発により、オーストラリア政府の要求にこたえて「ネスター」など3隻のオーストラリア駆逐艦が東洋艦隊へ移されることになった。3隻は1942年1月3日にアレクサンドリアを離れ、途中で空母「インドミタブル」と合流し1月14日にポートスーダンに着いた。「インドミタブル」はシンガポールへの戦闘機の輸送任務についていた（セモリナII作戦）。「インドミタブル」と3隻の駆逐艦は1月15日にポートスーダンを出港した。途中で戦闘機の送り先がバタビアに変更となり、1月27日と18日に「インドミタブル」は戦闘機を発進させ、2月2日にトリンコマリーに着いた。続いて、今度はポートスーダンからセイロン島へ戦闘機を輸送するインドミタブルを護衛した。それからはしばらくインド洋で過ごし、護衛任務などに従事した。5月のディエゴ・スアレス攻略作戦（アイアンクラッド作戦）の際は日本軍の来襲に備えて戦艦「ラミリーズ」、「ウォースパイト」などと共にマダガスカル東方に展開した。

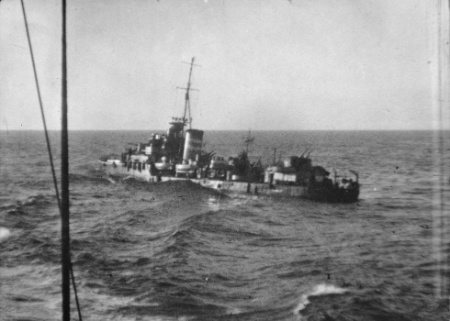
沈没するネスター

1942年6月、マルタへの補給作戦であるヴィガラス作戦に参加するため、「ネスター」は再び地中海に戻った。6月11日に最初の船団がポートサイドから出発し、続いて2つ目の船団がハイファから、3つ目の船団がアレクサンドリアから出発した。「ネスター」はこの内ハイファから出発した船団の護衛であった。3つの船団は6月13日に合流した。枢軸国軍による空襲やSボートの襲撃で船団の船や護衛艦艇には被害が続出し、「ネスター」もそのうちの1隻となった。6月15日18時6分、トブルク北方で「ネスター」の至近で爆弾が爆発し、「ネスター」は大きな損害を受けた。これは8機のカントZ.1007bisの攻撃によるものであり、この攻撃では100kg爆弾54個が投下された。駆逐艦「ジャヴェリン」が「ネスター」を曳航したが、「ネスター」の揺れがひどく曳航は2度中断された。アレクサンドリアまでの距離を考えると、これ以上曳航を続けた場合「ジャヴェリン」も失われる可能性があるため「ネスター」の処分が決定され、6月16日7時ごろ「ジャヴェリン」の爆雷で「ネスター」は沈められた。「ネスター」乗員の戦死者は、第1ボイラー室の浸水で死亡した4名であった。